# Mobilisatiekruis 1912/1913 (Oostenrijk-Hongarije)
Het Mobilisatiekruis 1912/13 (Duits: "Erinnerungskreuz 1912/1913" of "Mobilisierungskreuz") was een onderscheiding van de Dubbelmonarchie Oostenrijk-Hongarije
Het kruis werd op 6 september 1913 ingesteld ten behoeve van de tijdens de Balkanoorlog gemobiliseerde onderdanen van Keizer Frans Jozef I van Oostenrijk. Men droeg het kruis aan een geel driehoekig lint met drie zwarte strepen op de linkerborst.
De kruisen werden van verschillende metalen vervaardigd, men ziet ze van verguld brons of in een goedkopere uitvoering van verguld oorlogsmetaal, waarmee een inferieure legering of zink wordt aangeduid. Op de voorzijde zijn in het centrale medaillon van het kruis de jaartallen 1912 en 1913 onder elkaar afgebeeld. De achterzijde is vlak.
De versies verschillen niet alleen door het gebruikte materiaal maar ook door de uitvoering van het centrale medaillon.
- Verguld bronzen kruis met verhoogde cijfers
- Verguld brons met ingegraveerde cijfers
- Een kruis van goudkleurig oorlogsmetaal met verhoogde cijfers
- Een kruis van verguld oorlogsmetaal met verhoogde cijfers

## Gedecoreerde
- Herbert von Obwurzer